# 塞纳省
塞纳省（法語：département de la Seine）是法国历史上的一个省份，编号75，得名于塞纳河。
该省成立于1790年，最初名为巴黎省，后于1795年改称塞纳省，其所辖区域是此前法兰西岛行省的一部分。
该省于1968年撤销，拆分为巴黎省（1市镇）、上塞纳省（27市镇）、塞纳-圣但尼省（24市镇）和马恩河谷省（29市镇）。
塞纳省被塞纳-瓦兹省四面围住。